# 賽莫德人
賽莫德人（阿拉伯语：‎）是古代阿拉伯的民族，從西元前一千年便活躍至接近穆罕默德的時代。雖然他們被認為發源於南阿拉伯，阿拉伯傳統認為他們往北移居至瑪甸沙勒附近的阿什拉布山（Mount Athlab）的山腰。人們在阿什拉布山以及整個阿拉伯中部發現許多賽莫德人的石刻紀錄。

## 歷史記載
最早提及賽莫德人的紀錄是西元前715年的亞述王薩爾貢二世的文獻對他們的敘述，說他們是居住於阿拉伯中東部的民族，被亞述人所統治著。
亞里斯多德、托勒密以及老普林尼的著作中都說賽莫德人是「塔穆達葉人」（Tamudaei）。

### 《古蘭經》與《聖訓》

#### 《古蘭經》
《古蘭經》總是將阿德人與賽莫德人相提並論。而且經文還說真主派遣使者告訴賽莫德人應當從阿德人的毀滅中記取教訓。
（我確已派遣）賽莫德人的弟兄撒立哈去教化他們，他說：「我的宗族啊！你們要崇拜真主，除祂之外，絕無應受你們崇拜的。從你們的主發出的明證確已降臨你們，這隻真主的母駝可以作你們的跡象。故你們讓牠在真主的大地上隨意吃草，不要傷害牠，否則，痛苦的刑罰必襲擊你們。你們要記住那時，祂在阿德人之後，以你們為代治者，並且使你們居住在地方上，你們在平原上建築大廈，並將山岳鑿成房屋。你們要銘記真主的種種恩典，不要在地方上作惡。」（古蘭經 7：73－74）
這兩節經文告訴讀者阿德人與賽莫德人是何等地相似，而阿德人甚至還可能是賽莫德人歷史與文化的一部分。如同努哈的族人被視為阿德人的祖先，阿德人似乎與賽莫德人淵源頗深。
阿德人是居住在南阿拉伯的民族。一些賽莫德人的遺跡在阿德人的地盤被發現，特別是在阿德人後裔的哈德拉卯特人的首都周邊。

#### 《聖訓》
伊本·歐默爾（約614－693）傳述，領軍參加塔布克之戰的穆罕默德途經賽莫德人的住宅時，他和同夥們在此停留。同袍們從井中汲水，那些井都是賽莫德人曾經使用過的。他們以井水製作麵糰並裝滿水袋。穆罕默德命令他們將水袋中的水倒掉，把麵糰給駱駝吃。接著穆罕默德一行人繼續上路，直到他們來到一口撒立哈的母駝曾經飲水的井。穆罕默德警告眾人不要步上前人的後塵，他說：「我害怕你們遭遇前人所遭遇的，所以不要重蹈覆轍。」

### 歷史學家
著名歷史學者伊本·艾西爾的《历史大全》成書於約1231年，書中提及賽莫德人。

#### 伊本·赫勒敦
歷史學者伊本·赫勒敦在其普世史鉅作《明證之書》中提到賽莫德人，但只零星提及，並未深入討論。
以下是《歷史緒論》提及賽莫德人的段落：
列國互相取代的情形能夠說明歷史的發展。阿德人的王室滅亡之後，其兄弟賽莫德人取而代之。賽莫德人又被他們的兄弟亞瑪力人取代。亞瑪力人被他們的兄弟希木葉爾人（Himyar）取代。希木葉爾人被他們的兄弟圖巴斯人（Tubba's）取代，他們本來臣屬於希木葉爾人。同樣地，他們被阿德瓦人（Adhwa'）取代。最後，穆達爾人（Mudar）建立了政權。《歷史緒論》 第二章21節
葉門、巴林、阿曼以及整個半島自古以來即是阿拉伯的範圍，但幾千年來這些地方分別隸屬於不同的（阿拉伯）國家。他們也在那裡建立了城市與城鎮，過著成熟而奢華的定居生活。這些民族有阿德人、賽莫德人、亞瑪力人、希木葉爾人、圖巴斯人以及南阿拉伯的統治者（阿德瓦人）。王室的存在以及定居的生活方式已經存續好一陣子。定居的生活方式非常穩定。他們的工藝水準高深，產量很大。如同我們之前講過的，他們並非同他們的統治者一同滅亡。他們適應環境，存續至今。他們特別容易適應環境。他們（特別是葉門人）的工藝品有：有條紋的布、縫製良好的衣物以及絲織品。《歷史緒論》 第五章20節

## 外部連結
- （英文）賽莫德人的遺跡圖片
- （中文）賽莫德人的歷史